# Almenara de Tormes
Almenara de Tormes – gmina w Hiszpanii, w prowincji Salamanka, w Kastylii i León, o powierzchni 19,29 km². W 2011 roku gmina liczyła 286 mieszkańców.